# Stenus montivagus
Stenus montivagus es una especie de escarabajo del género Stenus, familia Staphylinidae. Fue descrita científicamente por Heer en 1841.
Habita en Alemania, Austria, Polonia, Francia y Rumania.